# Kasteel van Templeuve

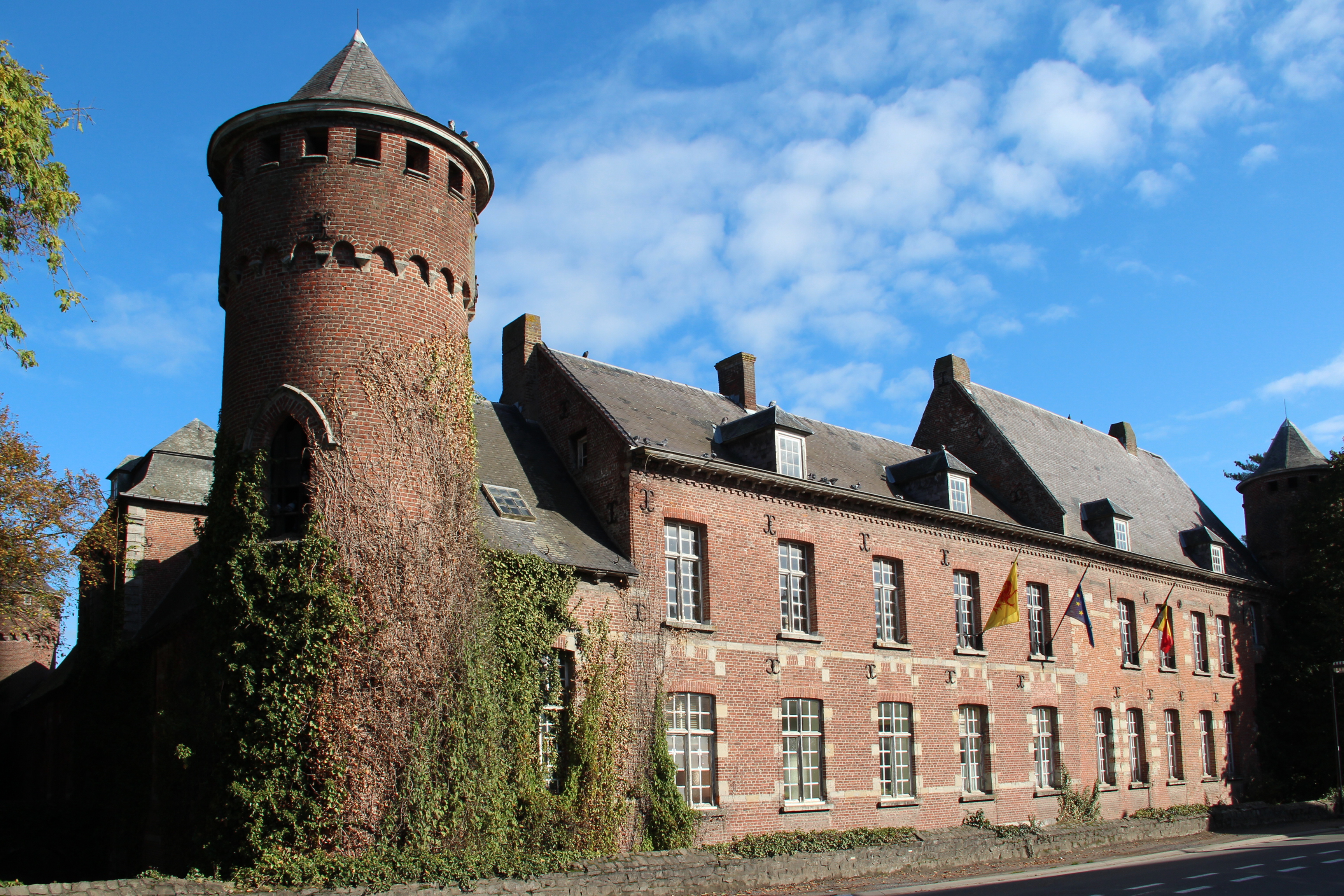
Kasteel van Templeuve, ook kasteel Formanoir de la Cazerie

Het Kasteel van Templeuve, ook bekend als het kasteel Formanoir de la Cazerie, is een oud feodaal kasteel in Vlaamse gotische stijl in Templeuve in de provincie Henegouwen. Vanaf 1290 bouwt Guillaume de Mortagne er een versterkt huis met een toren. In 1606 renoveert Nicolas II De Cambe (van Gent) delen van het kasteel. Vanaf 1728 moderniseert de familie Demaizières het kasteel verder.
De gemeente kocht het kasteel op 15 maart 1948 voor circa € 40.000.